# Station Kłosowice
Station Kłosowice is een spoorwegstation in de Poolse plaats Kłosowice.